# Bahnstrecke München–Regensburg
| |                                                                                                 |                                                  |                                                  |
| Streckennummer (DB): | 5500                                                                                            |                                                  |                                                  |
| Kursbuchstrecke (DB): | 930 999.1 (S-Bahn München–Freising)                                                             |                                                  |                                                  |
| Kursbuchstrecke: | 424 (1946) 413g (Freising – Langenbach (Oberbay) 1946) 417(Obertraubling – Regensburg Hbf 1946) |                                                  |                                                  |
| Streckenlänge: | 138,131 km                                                                                      |                                                  |                                                  |
| Spurweite: | 1435 mm (Normalspur)                                                                            |                                                  |                                                  |
| Streckenklasse: | D4                                                                                              |                                                  |                                                  |
| Stromsystem: | 15 kV 16,7 Hz ~                                                                                 |                                                  |                                                  |
| Maximale Neigung: | 6,67 ‰                                                                                          |                                                  |                                                  |
| Minimaler Radius: | 400 m                                                                                           |                                                  |                                                  |
| Streckengeschwindigkeit: | 160 km/h                                                                                        |                                                  |                                                  |
| Zugbeeinflussung: | PZB                                                                                             |                                                  |                                                  |
| Zweigleisigkeit: | durchgehend                                                                                     |                                                  |                                                  |
| |                                                                                                 |                                                  |                                                  |
| \| \| 0,017 \| München Hbf \| 523 m \| \| \| \| Hackerbrücke \| \| \| \| \| (Neutrassierung 1892) \| \| \| \| \| Arnulfsteg \| \| \| \| \| Donnersbergerbrücke \| \| \| \| \| von München Hbf Gleis 27–36 \| \| \| \| 2,022 \| München-Neuhausen (Abzw) \| München-Neuhausen (Abzw) \| \| \| \| nach Lenggries \| \| \| \| \| Friedenheimer Brücke \| \| \| \| \| Münchner Südring \| \| \| \| \| Laimer Unterführung \| \| \| \| \| München–Garmisch-Partenkirchen \| \| \| \| \| S-Bahn Stammstrecke \| \| \| \| \| Pasing–Laim \| \| \| \| 5,322 \| München Kanal (Abzw) \| München Kanal (Abzw) \| \| \| \| nach Treuchtlingen, nach München-Pasing Bbf \| \| \| \| \| S-Bahn nach Petershausen \| \| \| \| \| Obermenzing–Laim \| \| \| \| 6,648 \| Nymphenburger Kanal \| Nymphenburger Kanal \| \| \| \| von München Ost (S-Bahn) \| \| \| \| 6,748 \| München-Neulustheim (Abzw) \| München-Neulustheim (Abzw) \| \| \| \| von München-Laim Rbf \| \| \| \| 9,844 \| München-Moosach \| 510 m \| \| \| \| nach München Nord Rbf \| \| \| \| \| München Olympiastadion (1972–1988) \| \| \| \| \| nach München-Milbertshofen oder München Nord Rbf \| \| \| \| 11,285 \| Tunnel München Nord (245 m) \| Tunnel München Nord (245 m) \| \| \| \| München-Trudering–Steinwerk (Nordring) \| \| \| \| 11,530 \| \| \| \| \| 12,312 \| München-Fasanerie \| München-Fasanerie \| \| \| \| von München Nord Rbf \| \| \| \| \| \| \| \| \| 14,562 \| München-Feldmoching \| 496 m \| \| \| 18,627 \| Schleißheim \| 483 m \| \| \| 19,664 \| Oberschleißheim \| Oberschleißheim \| \| \| 21,586 \| Unterschleißheim \| 474 m \| \| \| 23,468 \| Lohhof \| 470 m \| \| \| \| Industriegleis nach Garching-Hochbrück \| \| \| \| 26,578 \| Eching (ehem. Bf) \| Eching (ehem. Bf) \| \| \| 30,419 \| Neufahrn (b Freising) \| 462 m \| \| \| \| Übergang zur Feldbahn Massenhausen (1905–1958) \| \| \| \| \| von München Flughafen \| \| \| \| \| A 92 \| \| \| \| \| von Neufahrn (b Freising) Ost \| \| \| \| 33,606 \| Neufahrn (b Freising) Nord (Abzw) \| Neufahrn (b Freising) Nord (Abzw) \| \| \| 36,237 \| Pulling (ehem. Bf) \| Pulling (ehem. Bf) \| \| \| 40,725 \| Freising \| 446 m \| \| \| 42,550 \| Freising-Neustift \| Freising-Neustift \| \| \| 44,906 \| Moosach \| Moosach \| \| \| 45,000 \| Marzling (bis 2007) \| Marzling (bis 2007) \| \| \| 45,470 \| Marzling (seit 2007) \| 441 m \| \| \| 50,410 \| Langenbach (Oberbay) \| 428 m \| \| \| \| nach Enzelhausen \| \| \| \| 57,526 \| Moosburg \| 414 m \| \| \| 60,091 \| Amper (154 m) \| Amper (154 m) \| \| \| 65,170 \| Bruckberg (ehem. Bf) \| 406 m \| \| \| \| Übergang zur Werkbahn Bruckberg (1932–1961) \| \| \| \| 66,441 \| Bruckbergerau (Üst) \| Bruckbergerau (Üst) \| \| \| 68,060 \| Gündlkofen (ehem. Bf) \| Gündlkofen (ehem. Bf) \| \| \| \| (Neutrassierung 1880) \| \| \| \| \| von Rottenburg \| \| \| \| \| von Neumarkt-St. Veit \| \| \| \| 76,061 \| Landshut (Bay) Hbf (seit 1880) \| 393 m \| \| \| \| \| \| \| \| \| \| \| \| \| \| Landshut (bis 1880) \| \| \| \| \| \| \| \| \| \| nach Bayerisch Eisenstein \| \| \| \| 80,200 \| Ergolding \| Ergolding \| \| \| 84,060 \| Mirskofen \| 418 m \| \| \| 85,660 \| Artlkofen (Üst) \| Artlkofen (Üst) \| \| \| 90,930 \| Kläham \| 447 m \| \| \| 91,357 \| Goldbach (47 m) \| Goldbach (47 m) \| \| \| \| Bundesstraße 15n \| \| \| \| 95,052 \| Ergoldsbach (ehem. Bf) \| 421 m \| \| \| 99,220 \| Neufahrn (Niederbay) \| 404 m \| \| \| \| nach Radldorf \| \| \| \| 102,379 \| Kleine Laber (57 m) \| Kleine Laber (57 m) \| \| \| 104,090 \| Steinrain \| Steinrain \| \| \| \| von Langquaid \| \| \| \| 113,416 \| Eggmühl \| 380 m \| \| \| 121,283 \| Hagelstadt (ehem. Bf) \| 372 m \| \| \| 125,456 \| Köfering \| 350 m \| \| \| \| von Passau Hbf \| \| \| \| 130,367 \| Obertraubling \| 343 m \| \| \| 132,955 \| Burgweinting (Awanst) \| Burgweinting (Awanst) \| \| \| 133,439 \| Regensburg-Burgweinting Hp \| Regensburg-Burgweinting Hp \| \| \| 135,196 \| Regensburg Ost \| Regensburg Ost \| \| \| \| nach Regensburg Hafenbrücke \| \| \| \| \| von Weiden \| \| \| \| 138,131 \| Regensburg Hbf \| 339 m \| \| \| \| nach Ingolstadt Hbf \| \| \| \| \| nach Nürnberg Hbf \| \| \| \| \| \| \| \| Quellen: [1][2][3][4][5][6] \| \| \| \| |                                                                                                 |                                                  |                                                  |
| Kopfbahnhof Streckenanfang | 0,017                                                                                           | München Hbf                                      | 523 m                                            |
| Strecke mit Straßenbrücke |                                                                                                 | Hackerbrücke                                     | Hackerbrücke                                     |
| Verschwenkung von links (Strecke außer Betrieb) · Verschwenkung von rechts |                                                                                                 | (Neutrassierung 1892)                            | (Neutrassierung 1892)                            |
| Strecke (außer Betrieb) · Strecke mit Straßenbrücke |                                                                                                 | Arnulfsteg                                       | Arnulfsteg                                       |
| Strecke (außer Betrieb) · Strecke mit Straßenbrücke |                                                                                                 | Donnersbergerbrücke                              | Donnersbergerbrücke                              |
| Strecke (außer Betrieb) · Abzweig geradeaus und von rechts |                                                                                                 | von München Hbf Gleis 27–36                      | von München Hbf Gleis 27–36                      |
| Strecke (außer Betrieb) · Blockstelle | 2,022                                                                                           | München-Neuhausen (Abzw)                         | München-Neuhausen (Abzw)                         |
| Strecke (außer Betrieb) · Kreuzung geradeaus oben |                                                                                                 | nach Lenggries                                   | nach Lenggries                                   |
| Strecke (außer Betrieb) · Strecke mit Straßenbrücke |                                                                                                 | Friedenheimer Brücke                             | Friedenheimer Brücke                             |
| Strecke (außer Betrieb) · Kreuzung geradeaus oben |                                                                                                 | Münchner Südring                                 | Münchner Südring                                 |
| Strecke (außer Betrieb) · Brücke |                                                                                                 | Laimer Unterführung                              | Laimer Unterführung                              |
| Strecke (außer Betrieb) · Kreuzung geradeaus unten |                                                                                                 | München–Garmisch-Partenkirchen                   | München–Garmisch-Partenkirchen                   |
| Strecke (außer Betrieb) · Kreuzung geradeaus unten |                                                                                                 | S-Bahn Stammstrecke                              | S-Bahn Stammstrecke                              |
| Strecke (außer Betrieb) · Kreuzung geradeaus unten |                                                                                                 | Pasing–Laim                                      | Pasing–Laim                                      |
| Strecke (außer Betrieb) · Blockstelle | 5,322                                                                                           | München Kanal (Abzw)                             | München Kanal (Abzw)                             |
| Strecke (außer Betrieb) · Abzweig geradeaus und nach links |                                                                                                 | nach Treuchtlingen, nach München-Pasing Bbf      | nach Treuchtlingen, nach München-Pasing Bbf      |
| Strecke (außer Betrieb) · Kreuzung geradeaus unten |                                                                                                 | S-Bahn nach Petershausen                         | S-Bahn nach Petershausen                         |
| Strecke (außer Betrieb) · Kreuzung geradeaus unten |                                                                                                 | Obermenzing–Laim                                 | Obermenzing–Laim                                 |
| Strecke (außer Betrieb) · Brücke über Wasserlauf | 6,648                                                                                           | Nymphenburger Kanal                              | Nymphenburger Kanal                              |
| Strecke (außer Betrieb) · Abzweig geradeaus und von rechts |                                                                                                 | von München Ost (S-Bahn)                         | von München Ost (S-Bahn)                         |
| Strecke (außer Betrieb) · Blockstelle | 6,748                                                                                           | München-Neulustheim (Abzw)                       | München-Neulustheim (Abzw)                       |
| Strecke (außer Betrieb) · Abzweig geradeaus und von rechts |                                                                                                 | von München-Laim Rbf                             | von München-Laim Rbf                             |
| Strecke (außer Betrieb) · Bahnhof | 9,844                                                                                           | München-Moosach                                  | 510 m                                            |
| Strecke (außer Betrieb) · Abzweig geradeaus und nach rechts |                                                                                                 | nach München Nord Rbf                            | nach München Nord Rbf                            |
| Bahnhof (Strecke außer Betrieb) · Strecke |                                                                                                 | München Olympiastadion (1972–1988)               | München Olympiastadion (1972–1988)               |
| Abzweig geradeaus, nach links und nach rechts (Strecke außer Betrieb) · Strecke |                                                                                                 | nach München-Milbertshofen oder München Nord Rbf | nach München-Milbertshofen oder München Nord Rbf |
| Strecke (außer Betrieb) · Tunnelanfang | 11,285                                                                                          | Tunnel München Nord (245 m)                      | Tunnel München Nord (245 m)                      |
| Strecke (außer Betrieb) · Kreuzung mit oberirdischer Strecke (im Tunnel) |                                                                                                 | München-Trudering–Steinwerk (Nordring)           | München-Trudering–Steinwerk (Nordring)           |
| Strecke (außer Betrieb) · Tunnelende | 11,530                                                                                          |                                                  |                                                  |
| Strecke (außer Betrieb) · Haltepunkt / Haltestelle | 12,312                                                                                          | München-Fasanerie                                | München-Fasanerie                                |
| Abzweig ehemals geradeaus und von rechts · Strecke |                                                                                                 | von München Nord Rbf                             | von München Nord Rbf                             |
| Verschwenkung nach links · Verschwenkung nach rechts |                                                                                                 |                                                  |                                                  |
| Bahnhof | 14,562                                                                                          | München-Feldmoching                              | 496 m                                            |
| Dienststation / Betriebs- oder Güterbahnhof | 18,627                                                                                          | Schleißheim                                      | 483 m                                            |
| Bahnhof | 19,664                                                                                          | Oberschleißheim                                  | Oberschleißheim                                  |
| Haltepunkt / Haltestelle | 21,586                                                                                          | Unterschleißheim                                 | 474 m                                            |
| Bahnhof | 23,468                                                                                          | Lohhof                                           | 470 m                                            |
| Abzweig geradeaus und nach rechts |                                                                                                 | Industriegleis nach Garching-Hochbrück           | Industriegleis nach Garching-Hochbrück           |
| Haltepunkt / Haltestelle | 26,578                                                                                          | Eching (ehem. Bf)                                | Eching (ehem. Bf)                                |
| Bahnhof | 30,419                                                                                          | Neufahrn (b Freising)                            | 462 m                                            |
| Strecke |                                                                                                 | Übergang zur Feldbahn Massenhausen (1905–1958)   | Übergang zur Feldbahn Massenhausen (1905–1958)   |
| Abzweig geradeaus und nach rechts |                                                                                                 | von München Flughafen                            | von München Flughafen                            |
| Strecke mit Straßenbrücke |                                                                                                 | A 92                                             | A 92                                             |
| Abzweig geradeaus und von rechts |                                                                                                 | von Neufahrn (b Freising) Ost                    | von Neufahrn (b Freising) Ost                    |
| Blockstelle | 33,606                                                                                          | Neufahrn (b Freising) Nord (Abzw)                | Neufahrn (b Freising) Nord (Abzw)                |
| Haltepunkt / Haltestelle | 36,237                                                                                          | Pulling (ehem. Bf)                               | Pulling (ehem. Bf)                               |
| Bahnhof | 40,725                                                                                          | Freising                                         | 446 m                                            |
| ehemaliger Haltepunkt / Haltestelle | 42,550                                                                                          | Freising-Neustift                                | Freising-Neustift                                |
| Brücke über Wasserlauf | 44,906                                                                                          | Moosach                                          | Moosach                                          |
| ehemaliger Bahnhof | 45,000                                                                                          | Marzling (bis 2007)                              | Marzling (bis 2007)                              |
| Haltepunkt / Haltestelle | 45,470                                                                                          | Marzling (seit 2007)                             | 441 m                                            |
| Bahnhof | 50,410                                                                                          | Langenbach (Oberbay)                             | 428 m                                            |
| Abzweig geradeaus und nach links |                                                                                                 | nach Enzelhausen                                 | nach Enzelhausen                                 |
| Bahnhof | 57,526                                                                                          | Moosburg                                         | 414 m                                            |
| Brücke über Wasserlauf | 60,091                                                                                          | Amper (154 m)                                    | Amper (154 m)                                    |
| Haltepunkt / Haltestelle | 65,170                                                                                          | Bruckberg (ehem. Bf)                             | 406 m                                            |
| Strecke |                                                                                                 | Übergang zur Werkbahn Bruckberg (1932–1961)      | Übergang zur Werkbahn Bruckberg (1932–1961)      |
| Blockstelle | 66,441                                                                                          | Bruckbergerau (Üst)                              | Bruckbergerau (Üst)                              |
| Haltepunkt / Haltestelle | 68,060                                                                                          | Gündlkofen (ehem. Bf)                            | Gündlkofen (ehem. Bf)                            |
| Verschwenkung von links · Verschwenkung von rechts (Strecke außer Betrieb) |                                                                                                 | (Neutrassierung 1880)                            | (Neutrassierung 1880)                            |
| Abzweig geradeaus und von links · Kreuzung (Strecke geradeaus außer Betrieb) |                                                                                                 | von Rottenburg                                   | von Rottenburg                                   |
| Abzweig geradeaus und von rechts · Strecke (außer Betrieb) |                                                                                                 | von Neumarkt-St. Veit                            | von Neumarkt-St. Veit                            |
| Bahnhof · Strecke (außer Betrieb) | 76,061                                                                                          | Landshut (Bay) Hbf (seit 1880)                   | 393 m                                            |
| Strecke nach halblinks · Strecke ehemals nach halbrechts |                                                                                                 |                                                  |                                                  |
| Strecke ehemals von halblinks · Strecke von halbrechts |                                                                                                 |                                                  |                                                  |
| Spitzkehrbahnhof rechts (Strecke außer Betrieb) · Strecke |                                                                                                 | Landshut (bis 1880)                              | Landshut (bis 1880)                              |
| Verschwenkung nach links (Strecke außer Betrieb) · Verschwenkung nach rechts |                                                                                                 |                                                  |                                                  |
| Abzweig geradeaus und nach rechts |                                                                                                 | nach Bayerisch Eisenstein                        | nach Bayerisch Eisenstein                        |
| ehemaliger Bahnhof | 80,200                                                                                          | Ergolding                                        | Ergolding                                        |
| ehemaliger Bahnhof | 84,060                                                                                          | Mirskofen                                        | 418 m                                            |
| Blockstelle | 85,660                                                                                          | Artlkofen (Üst)                                  | Artlkofen (Üst)                                  |
| ehemaliger Bahnhof | 90,930                                                                                          | Kläham                                           | 447 m                                            |
| Brücke über Wasserlauf | 91,357                                                                                          | Goldbach (47 m)                                  | Goldbach (47 m)                                  |
| Brücke |                                                                                                 | Bundesstraße 15n                                 | Bundesstraße 15n                                 |
| Haltepunkt / Haltestelle | 95,052                                                                                          | Ergoldsbach (ehem. Bf)                           | 421 m                                            |
| Bahnhof | 99,220                                                                                          | Neufahrn (Niederbay)                             | 404 m                                            |
| Abzweig geradeaus und nach rechts |                                                                                                 | nach Radldorf                                    | nach Radldorf                                    |
| Brücke über Wasserlauf | 102,379                                                                                         | Kleine Laber (57 m)                              | Kleine Laber (57 m)                              |
| ehemaliger Bahnhof | 104,090                                                                                         | Steinrain                                        | Steinrain                                        |
| Abzweig geradeaus und von links |                                                                                                 | von Langquaid                                    | von Langquaid                                    |
| Bahnhof | 113,416                                                                                         | Eggmühl                                          | 380 m                                            |
| Haltepunkt / Haltestelle | 121,283                                                                                         | Hagelstadt (ehem. Bf)                            | 372 m                                            |
| Bahnhof | 125,456                                                                                         | Köfering                                         | 350 m                                            |
| Abzweig geradeaus und von rechts |                                                                                                 | von Passau Hbf                                   | von Passau Hbf                                   |
| Bahnhof | 130,367                                                                                         | Obertraubling                                    | 343 m                                            |
| Blockstelle | 132,955                                                                                         | Burgweinting (Awanst)                            | Burgweinting (Awanst)                            |
| Haltepunkt / Haltestelle | 133,439                                                                                         | Regensburg-Burgweinting Hp                       | Regensburg-Burgweinting Hp                       |
| Dienststation / Betriebs- oder Güterbahnhof | 135,196                                                                                         | Regensburg Ost                                   | Regensburg Ost                                   |
| Abzweig geradeaus und nach rechts |                                                                                                 | nach Regensburg Hafenbrücke                      | nach Regensburg Hafenbrücke                      |
| Abzweig geradeaus und von rechts |                                                                                                 | von Weiden                                       | von Weiden                                       |
| Bahnhof | 138,131                                                                                         | Regensburg Hbf                                   | 339 m                                            |
| Abzweig geradeaus und nach rechts |                                                                                                 | nach Ingolstadt Hbf                              | nach Ingolstadt Hbf                              |
| Strecke |                                                                                                 | nach Nürnberg Hbf                                | nach Nürnberg Hbf                                |
| |                                                                                                 |                                                  |                                                  |
| Quellen: |                                                                                                 |                                                  |                                                  |

Die Bahnstrecke München–Regensburg ist eine zweigleisige, elektrifizierte Hauptbahn in Bayern. Sie verläuft von München über Freising und Landshut nach Regensburg.

## Verlauf
Die Strecke verlässt den Hauptbahnhof der bayerischen Landeshauptstadt München, auf der Münchner Schotterebene gelegen, zunächst mit anderen Strecken Richtung Westen und schwenkt nordostwärts bei Laim in einem großen Bogen um den Nymphenburger Schlosspark Richtung Moosach und Feldmoching. Die ursprüngliche Trassierung führte bei der heutigen Donnersbergerbrücke nach Norden. Ihr Verlauf ist noch durch die Landshuter Allee bzw. die Anbindung und die Lage des aufgelassenen Bahnhof München Olympiastadion gut nachzuvollziehen, südlich des Bahnhofs Feldmoching vereinigen sich die beiden Linienführungen wieder.
Weiter geht es Richtung Norden, immer links der Isar entlang durch die Stadt Unterschleißheim bis Freising, wo mit dem nördlichen Talrand der Isar das diesen bildende Donau-Isar-Hügelland erreicht wird. Bei Marzling wechselt die Linienführung aus dem Isartal heraus über eine flache Seitenfurche nach Langenbach entlang des gleichnamigen Gewässers in die weite Amperniederung und hält sich bis zum Mittelzentrum Moosburg a. d. Isar, wo die Amper kurz vor der Mündung in die Isar überquert wird, an den Nordrand eines Geländerückens. Im breiten Talboden nördlich der Isar verläuft unsere Bahnlinie nun schnurgerade bis zum Hauptbahnhof des Oberzentrums Landshut, der Hauptstadt Niederbayerns.
Hier zweigen die Strecken von Rottenburg und Mühldorf sowie nach Plattling ab. Nun wendet sich unsere Bahnstrecke deutlich nach Nordosten, durchmisst die Talniederung bis Mirskofen, um hier ins Donau-Isar-Hügelland, genauer zunächst an den Westhang des Sendlbachtals zu gelangen. Es geht an kleinen Seitengräben in stärkerer Steigung zur Querung der Hügelkette (und der Wasserscheide Donau–Isar bei Kläham) ins Goldbachtal hinein. Diesem wird bis Neufahrn gefolgt, dann ein kurzes Stück dem Tal der Kleinen Laaber und bei Oberlindhart in die Senke des Haselbaches nach Norden abgedreht. Wiederum über Seitengräben vorbei an Ascholtshausen wird die Hügelkette zum Tal der Großen Laaber durchschnitten und westlich über der Furche des Deggenbacher Bachs Eggmühl erreicht. Bei Eggmühl, an einer relativen Engstelle des Laabertals, passiert die Bahnlinie auf einem Damm Letzteres und nutzt den Kirschgraben bergauf zur Überwindung der letzten Hügelkette hin zum Donautal bzw. Gäuboden. Über Hagelstadt und Obertraubling wird dann nordwestwärts geradlinig die Hauptstadt der Oberpfalz, das Oberzentrum Regensburg, erreicht.
Von München bis Freising wird die Strecke als KBS 999.1 zusätzlich von der Linie S1 der S-Bahn München befahren.
Von München Hbf bis zum Bahnhof Moosburg gehört sie zum Verbundbereich des MVV, vom Bahnhof Eggmühl bis Regensburg Hbf zum RVV.

## Geschichte

### Bau
Die Bahnstrecke München–Regensburg wurde von der am 12. April 1856 gegründeten „Königlich privilegierten Aktiengesellschaft der bayerischen Ostbahnen“ erbaut und ging in zwei Abschnitten in Betrieb.
Zunächst wurde die Strecke von München nach Freising gebaut. Die erste Probefahrt fand am 28. Juni 1858 mit Mitgliedern des Verwaltungsrathes der Ostbahnen statt.
Erst nach Vollendung des Streckenabschnittes von Freising nach Landshut konnte am 3. November 1858 um sieben Uhr morgens Fahrtbeginn mit zweistündiger Fahrtzeit die neu gebaute Gleisstrecke offiziell für den „Personen- und Reisegepäckverkehr“ und am 15. November 1858 auch für den Güterverkehr eröffnet werden. Die auf der Strecke befindlichen Haltestellen von München aus waren die neu gebauten Bahnhöfe Feldmoching, Schleißheim, Lohhof, Neufahrn, Freysing, Langenbach, Moosburg und Bruckberg.
Ab dem 12. Dezember 1859 führte die Strecke weiter über Geiselhöring nach Regensburg.
Zusammen mit der Eröffnung der Linien Nürnberg–Hersbruck/Pegnitz am 9. Mai 1859 sowie der Strecken Hersbruck–Schwandorf–Regensburg und Geiselhöring–Straubing am 12. Dezember 1859, wie auch der Strecke Straubing–Passau am 20. September 1860, bildeten sie das Grundnetz der bayerischen Ostbahn.
Im Sommer 1870 begannen die Bauarbeiten für die Strecke Neufahrn (Niederbay)–Eggmühl–Obertraubling, welche am 6. August 1873 eröffnet wurde. Der Abschnitt Geiselhöring–Sünching wurde dadurch überflüssig und 1896 abgebaut. In Landshut wurde zur Verkehrsbeschleunigung vor der Stadt ein neuer Durchgangsbahnhof erbaut, der am 16. Mai 1880 den alten Kopfbahnhof ablöste.
Die Inbetriebnahme des zweigleisigen Ausbaus erfolgte in mehreren Abschnitten. Am 3. November 1891 von Feldmoching bis Lohhof, am 19. November 1891 bis Freising, am 25. November 1891 bis Moosburg und am 28. September 1892 bis Landshut. Am selben Tag wurde die Strecke von ihrer alten eingleisigen Trasse, auf der sich heute in München die Landshuter Allee als Teil des Mittleren Rings befindet, ebenfalls zweigleisig westlich über Moosach verlegt.
Am 1. Dezember 1892 wurde der Bahnhof Moosach eröffnet.

### Elektrifizierung
Der elektrische Betrieb wurde am 28. September 1925 von München bis Freising, am 3. Oktober 1925 bis Landshut, am 1. Oktober 1926 bis Neufahrn (Niederbay) und schließlich am 10. Mai 1927 bis Regensburg aufgenommen.

### Stellwerkstechnik
Am Bahnhof Neufahrn (Niederbay) ging am 30. November 1989 der erste Prototyp eines elektronischen Stellwerks (ESTW) der damaligen SEL AG in Betrieb.
Am 28. Oktober 2007 wurde auf der KBS 930, die Teil des Leistungsnetzes ist, ein weiterer Abschnitt auf ESTW-Betrieb umgestellt. Dazu wurde das ESTW Moosburg errichtet, das seither den Abschnitt Marzling–Gündlkofen steuert. Nach der nächtlichen Umstellung auf die Fernsteuerung durch das ESTW gingen die sieben alten mechanischen Stellwerke am frühen Morgen des 28. Oktober außer Betrieb und die alten Formsignale wurden vollständig demontiert.
Alle in diesem Abschnitt noch vorhandenen 18 Bahnübergänge erhielten neue Sicherungsanlagen. Drei Bahnübergänge wurden kurz zuvor durch Brückenbauwerke und Unterführungen ersetzt, so in Marzling (2006/2007) und Moosburg (St. 2085, Baukosten: 14 Millionen €, Bauzeit: Mai 2005 bis Dezember 2007). Weitere drei Bahnübergänge (Rudlfing, Thonstetten, Oberbach) wurden ersatzlos aufgelöst. Auf dem 62 Kilometer langen Abschnitt Landshut-Regensburg gibt es nur noch drei Bahnübergänge auf dem Gemeindegebiet von Neufahrn in Niederbayern, dagegen im 40,7 Kilometer langen Abschnitt von München bis Freising noch 10 (davon 4 in München) und weiter auf den 35,4 Kilometer bis Landshut noch 19 von Feldwegen bis hin zu Staatsstraßen.
Durch neue Standorte der Signale wurden die Blockabstände im Abschnitt Moosburg–Landshut von zuvor bis zu 6,4 Kilometer auf nunmehr 3,4 bis maximal 5,4 Kilometer verdichtet, um die Zugfolgezeiten verkürzen und damit den Betriebsablauf verbessern zu können. Ebenso wurde für die Strecke der Gleiswechselbetrieb ermöglicht, der insbesondere zwischen Langenbach und Moosburg und im weiteren Abschnitt bis Landshut bevorzugt bei Betriebsstörungen genutzt wird.
Weitere elektronische Stellwerke sind in den vergangenen Jahren bereits in Neufahrn bei Freising (Abschnitt Unterschleißheim–Freising) und Neufahrn in Niederbayern (Abschnitt Mirskofen–Eggmühl) errichtet worden.
Der Abschnitt München Hauptbahnhof–Oberschleißheim wird von drei örtlich besetzten Relaisstellwerken der Bauformen SpDrS 60 aus den Jahren 1964 bis 1972 gestellt. Der Abzw. Kanal zwischen München Hbf und Moosach, über den eine Überleitung Richtung Ingolstadt und Pasing möglich ist, wird seit 2011 vom ESTW Pasing aus bedient. In Obertraubling ist ebenfalls ein Drucktastenstellwerk der Bauform SpDrS 60 in Betrieb, das den Bahnhof Köfering sowie den an der KBS 880 gelegenen Bahnhof Mangolding mitstellt. Die modernste Variante von Relaisstellwerken der Bauform SpDrS 600 findet sich im Verlauf der KBS 930 in den Hauptbahnhöfen von Landshut (Baujahr 1982) und Regensburg. Im Bahnhof Regensburg Ost sind noch ein elektromechanisches und zwei mechanische Stellwerke in Betrieb.
Im November 2021 wurde die Planfeststellung für ein neues Elektronisches Stellwerk in Regensburg Ost beantragt.

### S-Bahn

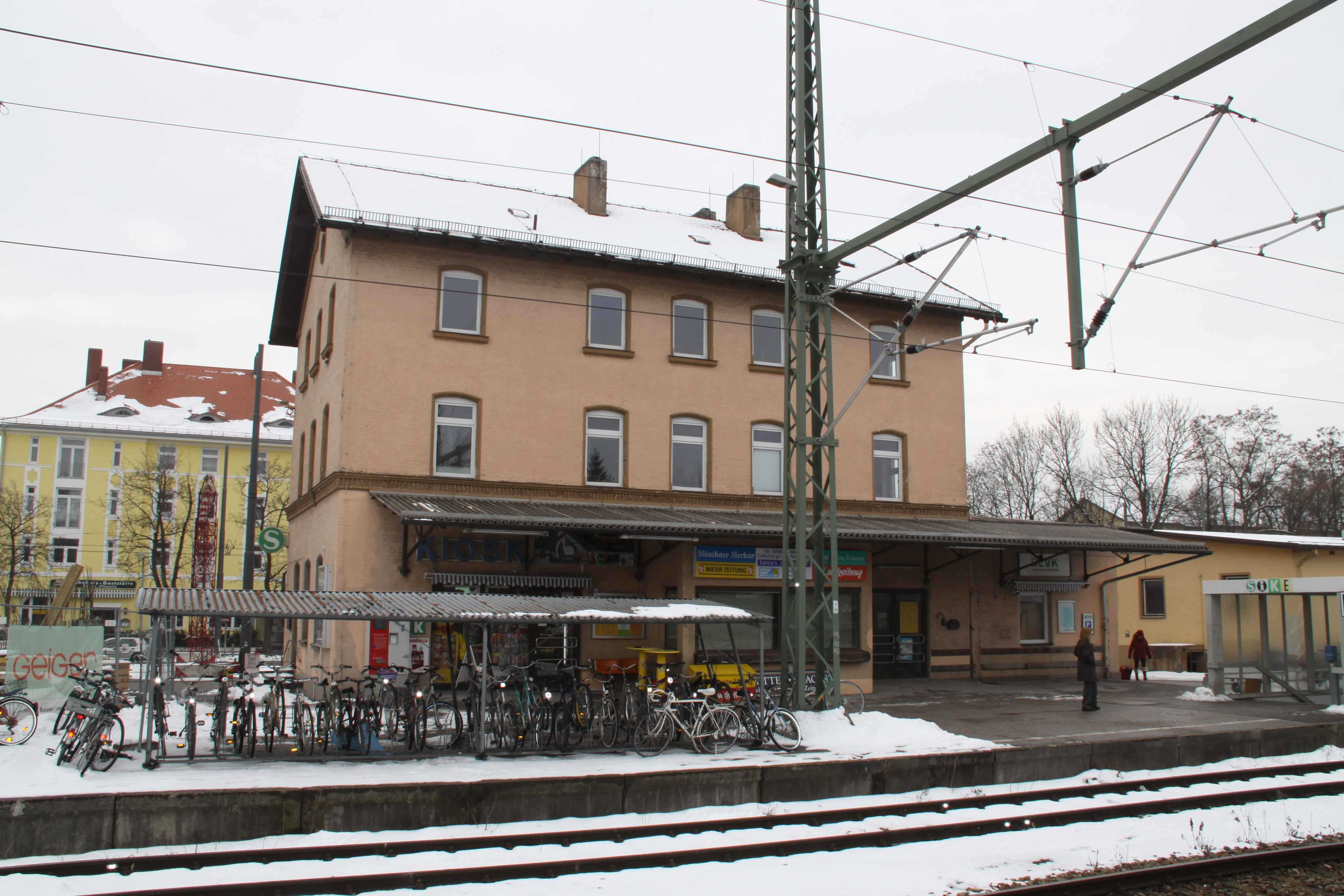
Bahnhofsgebäude Moosach

Zwischen 1966 und 1972 wurden die Bahnhöfe Freising, Neufahrn (b Freising), Lohhof, Feldmoching und Moosach genauso wie die Haltepunkte Pulling, Eching und Fasanerie an gleicher Stelle mit neuen, 76 cm hohen Bahnsteigen ausgestattet und die Gleisanlagen entsprechend angepasst. In Oberschleißheim wurde nördlich des alten Bahnhofs Schleißheim ein neuer dreigleisiger Bahnhof mit Wendeanlage errichtet. Am 17. Dezember 1977 kam schließlich noch der Haltepunkt Unterschleißheim hinzu.
Bis 1996 wurde der Bahnhof Feldmoching im Zuge des Baus der U-Bahn-Linie 2 umgebaut und mit einem 96 Zentimeter hohen Mittelbahnsteig an Gleis 2 und 3 versehen, der über Treppen und einen Aufzug mit dem U-Bahnhof verbunden ist. Der Bahnsteig an Gleis 1 wurde dafür stillgelegt.
1998 erfolgte die Westanbindung des Flughafens München „Franz Josef Strauß“ durch eine zweigleisige Strecke, die hinter Neufahrn (b Freising) mittels Überwerfungsbauwerk kreuzungsfrei aus der KBS 930 abzweigt. Um die Streckenkapazität zu erhöhen, wurde außerdem der Bahnhof Neufahrn um einen neuen, 96 Zentimeter hohen Hausbahnsteig ergänzt und ebenfalls neue Weichenverbindungen eingebaut, welche mit 100 km/h befahren werden können. Zwischen Oberschleißheim und Neufahrn wurden durch neue Signale die Blockabstände auf etwa 1000 Meter verkürzt.
Im Dezember 2006 wurde in Feldmoching der Bahnsteig am neuen Durchfahrtsgleis 1 Richtung München für die S-Bahn und dort haltende RB-Züge mit 96 Zentimeter Bahnsteighöhe neu aufgebaut und in Betrieb genommen. Das Gleis 2 wird seitdem hauptsächlich für Überholungen und wartende Güterzüge zum Rangierbahnhof München-Nord genutzt.

### Fernverkehr

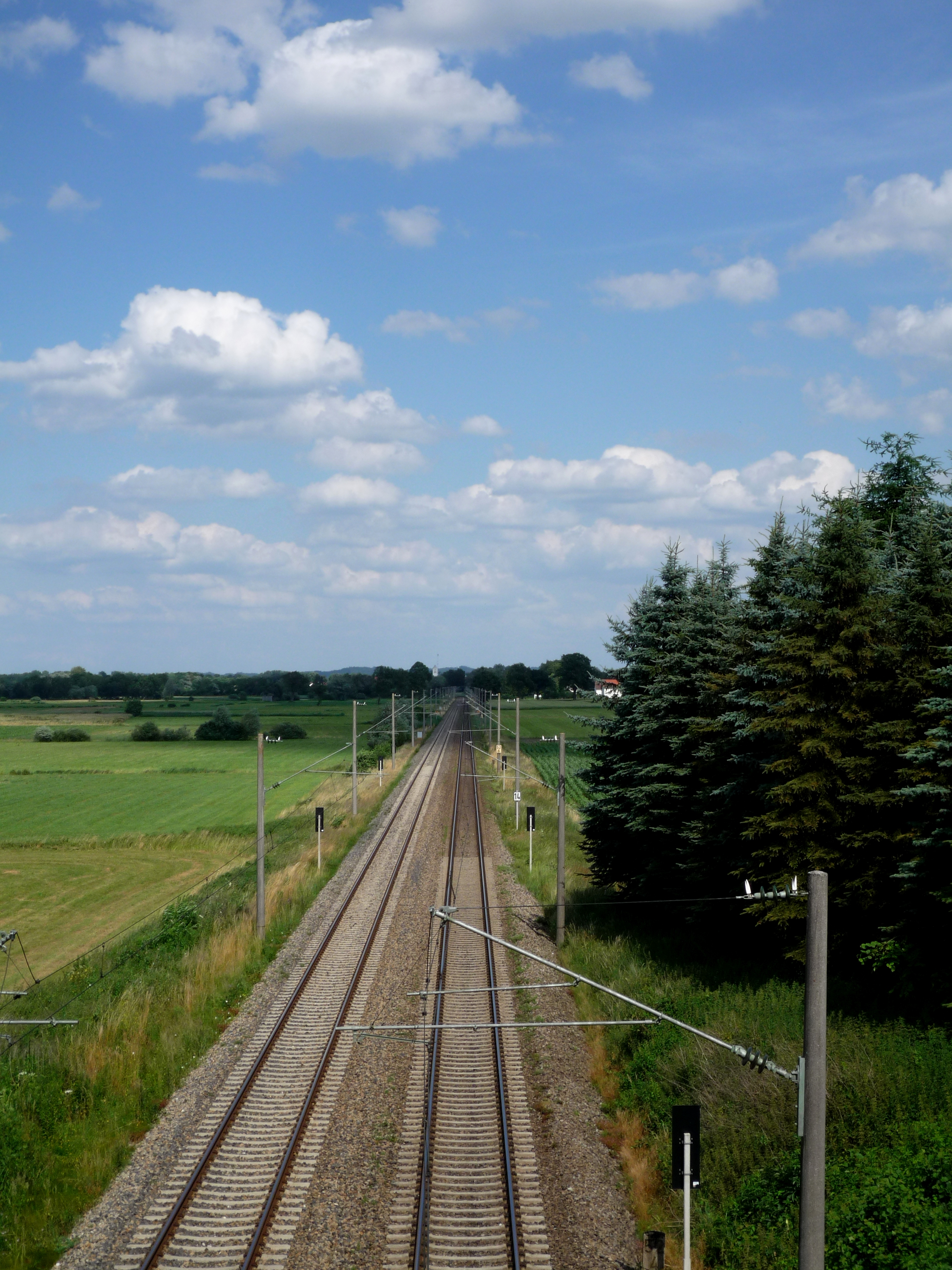
Strecke zwischen Langenbach und Moosburg

Obwohl die Strecke aufgrund der durchgehenden Verbindungen von München über Regensburg und Hof nach Dresden, Leipzig, Berlin und Rostock sowie über Furth im Wald nach Prag traditionell eine große Bedeutung für den Personen-Fernverkehr besaß, wird sie seit dem Jahr 2002 nicht mehr von Fernverkehrszügen befahren.
Seit Einführung des Interregio 1991 war die Strecke Teil der IR-Linie 25 Oberstdorf–München–Regensburg–Hof–Dresden/Leipzig–Berlin. Diese Linie wurde bereits zum Fahrplanwechsel im Juni 2001 in ihrem Nord- und Südabschnitt eingestellt, sodass nur noch ein Pendelverkehr München–Regensburg bestand. Die Einschränkung der Linie wurde durch die Deutsche Bahn AG mit ihrer mangelnden Auslastung begründet. Nachgeholfen wurde dabei insbesondere in den letzten Betriebsjahren durch immer längere Fahrzeiten mit überlangen Aufenthalten in den Unterwegsbahnhöfen. Endgültig entfiel dieses letzte Teilstück der Linie 25 zum Fahrplanwechsel im Dezember 2002, als das Produkt „InterRegio“ offiziell eingestellt wurde.
Nachdem sich die Bundesländer Bayern und Sachsen auf ein IR-Ersatz-Konzept geeinigt hatten, wurde der Verkehr von 2002 bis 2007 von der DB durch eine Regional-Express-Linie erbracht, die zwischen München und Regensburg zusammen mit den RE-Zügen der Relation München–Nürnberg einen Stundentakt herstellte. Nördlich Regensburg wurde der Verkehr stärker an den tatsächlichen Bedarf angepasst, sodass hier nur noch einzelne durchgehende Züge verkehrten, die den Namen Vier-Länder-Express trugen. Anfänglich wurde diese Linie komplett mit ehemaligen Wagen des InterRegio gefahren, die jedoch wegen ihrer geringen Anzahl an Sitzplätzen zunehmend gegen modernisierte n-Wagen ausgetauscht wurden. 2007 befand sich schließlich oftmals gar kein IR-Wagen der Gattung Bim(d)z mehr im Zugverband.
Bis zur Einstellung des Fernverkehrs 2002 wurde die Strecke anfangs von einem Schnellzug-Paar München–Regensburg–Prag bedient, das von 1992 bis zur Betriebseinstellung des eigenwirtschaftlich von der DB zu betreibenden Fernverkehrs als EuroCity (Zürich–München–Prag) geführt wurde. Von 2002 bis 2004 gab es keine durchgehende Verbindung mehr von München nach Prag. Es musste von langsamen Nahverkehrszügen in Regensburg, Schwandorf und Furth im Wald auf die noch verkehrenden tschechischen Regionalzüge umgestiegen werden. 2003 und 2004 wurden zwei Zugpaare von Prag bis nach Regensburg verlängert. 2005 bis 2007 verkehrten wieder täglich zwei vom Freistaat Bayern bestellte Regional-Express-Zugpaare als Bayern-Böhmen-Express, die München um 6.43 Uhr und 16.44 Uhr verließen und nach sechs Stunden planmäßiger Fahrzeit Prag erreichten. Die Gegenzüge kamen zuletzt ebenfalls nach sechs Stunden Fahrzeit in München um 15.16 Uhr und 23.26 Uhr an. Diese Züge werden seit 2008 als alex gefahren.

### Regionalverkehr

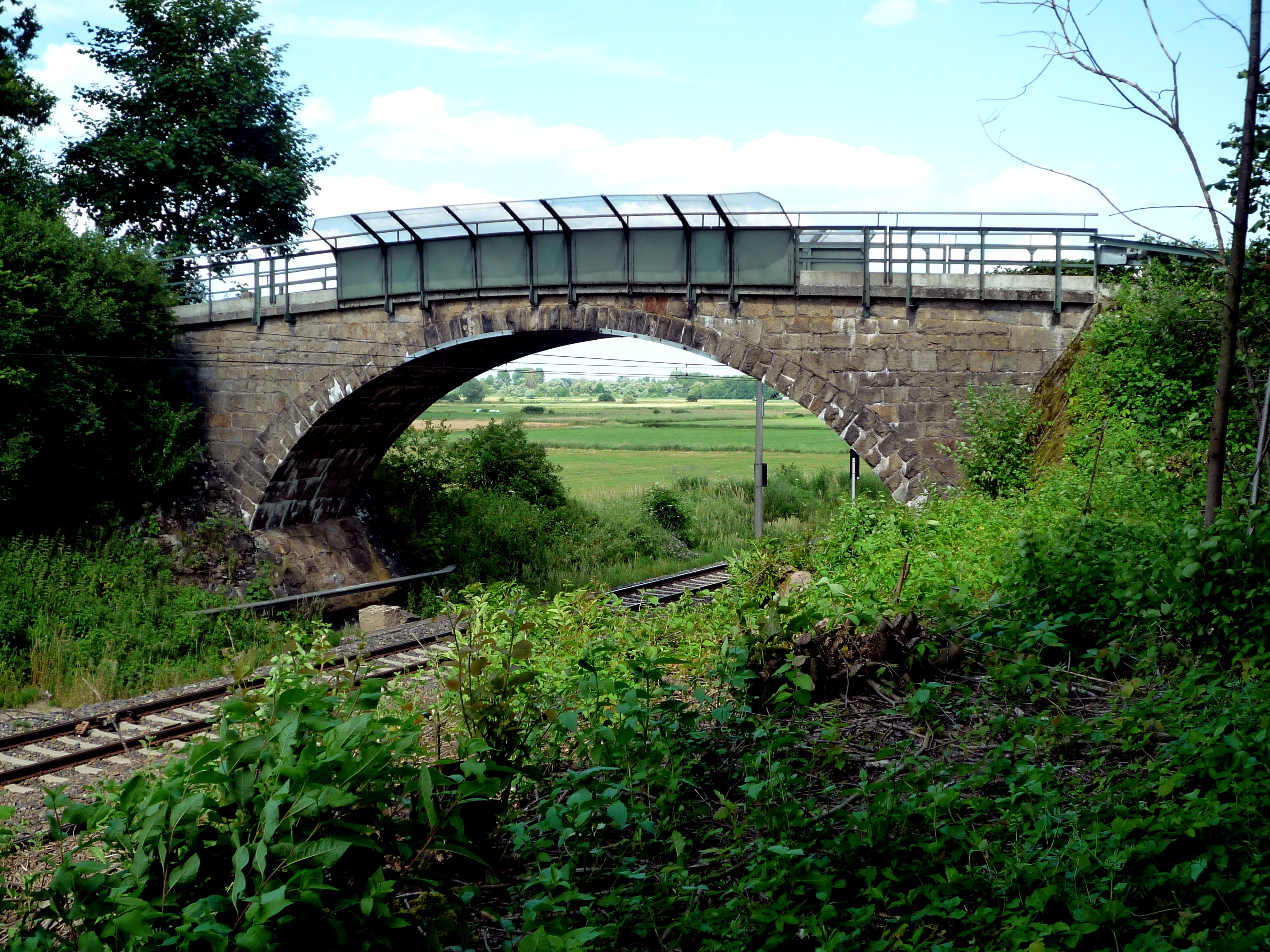
Brücke über die Strecke bei Langenbach

Der Regionalverkehr bestand in den Anfangsjahren aus einzelnen, dem Bedarf entsprechenden Zügen, deren Zahl sich im Laufe der Jahre ständig erhöhte, und sich die Fahrzeit durch Streckeninstandsetzungen und neue, leistungsfähigere Fahrzeuge ständig verkürzte.
Seit der Einführung des Taktverkehrs 1991 verkehrten die Regionalexpresszüge von München nach Passau und Regensburg-Nürnberg im Zwei-Stunden-Takt. Die Regionalbahnen fuhren dagegen noch zunächst unregelmäßig zum einen als Pendel zwischen Freising und Landshut und zum anderen zwischen Landshut und Plattling. 1998 wurde daraus eine durchgehende Regionalbahnlinie, die zusammen mit dem Regionalexpress München-Passau einen Stundenknoten für Plattling herstellte. Die Regionalexpresslinie nach Nürnberg und der Interregio nach Hof stellten für die Strecke München-Regensburg annähernd einen Stundentakt her, der mit Einstellung des Interregio und Einführung von zunächst Regionalexpresszügen und seit 2007 des alex ein exakter Stundentakt für Freising, Landshut und Neufahrn (Niederbay) ist.
Auf der Gesamtstrecke verkehrte zuletzt bis 2009 als tägliches Grundangebot der alex mit zehn Zugpaaren nach Hof (fünf Zugpaare), Schwandorf und Prag (zwei Zugpaare) mit der Baureihe 183 oder 223 mit modernisierten Abteilwagen sowie Speisewagen der Regentalbahn. Dazu verkehrte der Regionalexpress nach Nürnberg mit sieben Zugpaaren mit der Baureihe 111 mit fünf Doppelstockwagen (Baujahr 1997) als Wendezug. Beide Linien bildeten für die Bahnhöfe München Hbf, Freising, Landshut, Neufahrn (Niederbay) und Regensburg zusammen einen Stundentakt zwischen 6 und 23 Uhr. Dazu kam noch ein werktägliches Regionalexpress-Zugpaar zur Hauptverkehrszeit gezogen von der Baureihe 110 mit sieben n-Wagen.
Auf der nördlichen Teilstrecke fuhr eine Regionalbahn von Eggmühl nach Regensburg (vereinzelt von Neufahrn (Niederbay) oder Landshut) im Stundentakt, am Wochenende zweistündlich mit der Baureihe 143 mit zwei n-Wagen als Wendezug oder Triebwagen der Baureihe 628.
Von München bis Landshut und weiter nach Passau verkehrte von 7 bis 21 Uhr ein Regional-Express im Zwei-Stunden-Takt mit der Baureihe 111 mit n-Wagen und Doppelstockwagen (Baujahr 1993) in gemischtem Einsatz, meist als Wendezug. Dazwischen fuhr von 8 bis 18 Uhr eine Regionalbahn ebenfalls von München über Landshut weiter nach Plattling im Zwei-Stunden-Takt (teilweise jedoch nur ab Freising) mit Wendezügen gebildet aus Loks der Baureihe 143 mit fünf n-Wagen. In den Hauptverkehrszeiten wurden noch zur Bewältigung der Verkehrsspitzen zusätzliche Regionalbahnen von München nach Landshut eingesetzt. Dadurch ergab sich zwischen 6 und 8 Uhr nach München sowie von 15 bis 19 Uhr von München ein 20-Minuten-Takt von Montag bis Freitag.
Zwischen Freising und Landshut verkehrten von Montag bis Freitag tagsüber noch fünf Regionalbahn-Zugpaare als Wendezüge, gebildet aus Loks der Baureihe 143 mit zwei, vier oder fünf n-Wagen.

### Bahnausbau Region München
Im Rahmen des Projektes „Bahnausbau Region München“ wurde die Strecke untersucht und es wurden Gutachten erstellt. So wurde der Vorschlag eines neuen S-Bahn-Halts Eching-Ost negativ bewertet. Ein weiterer Ausbau der Strecke bis Landshut wird hingegen sehr positiv bewertet.

### Fahrzeugeinsatz
Die Strecke war bis Mitte der 1980er-Jahre ein Haupteinsatzgebiet der Baureihen 118 und 194 der DB, danach der Nachfolgebaureihen 111 und 151. Heute verkehren bei Personenzügen Triebwagen der Baureihen 440 und 442 als Regionalexpress und Regionalbahn, Triebwagen der Baureihe 425 als Regionalbahn, Loks der Baureihen 111, 146, 183 und 218 mit Doppelstockwagen sowie die alex-Züge mit Loks der Baureihe 182 mit Reisezugwagen.

### Unfälle
Am 13. August 1926 ereignete sich in der Einfahrt des Bahnhofs Langenbach (Oberbay) ein schwerer Eisenbahnunfall, bei dem 12 Menschen starben.

## Betrieb
Der Südabschnitt der Strecke (München-Landshut) ist geprägt durch einen dichten Personenverkehr, da bis Freising die Münchener S1 und weiter bis Landshut sowohl Regionalbahnen als auch die Züge des Donau-Isar-Express weiter nach Passau verkehren. Der Nordabschnitt ist weniger von Personenzügen, dafür mehr von Güterzügen befahren.

### Zugfrequenz
Laut Fahrplan verkehrten in den Jahren 1957 bis 2011 die folgenden Anzahlen an Personenzügen (1957 ohne Vorortzüge München–Freising, ab 1972 ohne die S-Bahn-Linie S1) im Streckenabschnitt von München bis Landshut:
|                                              |                   | Fahrplanjahr (Zugfrequenz in beide Richtungen) | Fahrplanjahr (Zugfrequenz in beide Richtungen) | Fahrplanjahr (Zugfrequenz in beide Richtungen) | Fahrplanjahr (Zugfrequenz in beide Richtungen) | Fahrplanjahr (Zugfrequenz in beide Richtungen) | Fahrplanjahr (Zugfrequenz in beide Richtungen) | Fahrplanjahr (Zugfrequenz in beide Richtungen) | Fahrplanjahr (Zugfrequenz in beide Richtungen) | Fahrplanjahr (Zugfrequenz in beide Richtungen) | Fahrplanjahr (Zugfrequenz in beide Richtungen) | Fahrplanjahr (Zugfrequenz in beide Richtungen) | Fahrplanjahr (Zugfrequenz in beide Richtungen) | Fahrplanjahr (Zugfrequenz in beide Richtungen) | Vergleich               | Vergleich               | Vergleich                | Vergleich               | Vergleich               |
| -------------------------------------------- | ----------------- | ---------------------------------------------- | ---------------------------------------------- | ---------------------------------------------- | ---------------------------------------------- | ---------------------------------------------- | ---------------------------------------------- | ---------------------------------------------- | ---------------------------------------------- | ---------------------------------------------- | ---------------------------------------------- | ---------------------------------------------- | ---------------------------------------------- | ---------------------------------------------- | ----------------------- | ----------------------- | ------------------------ | ----------------------- | ----------------------- |
|                                              |                   | 1957                                           | 1972                                           | 1978                                           | 1985                                           | 1987                                           | 1990                                           | 1991                                           | 1994                                           | 2001                                           | 2006 2007                                      | 2008 2009                                      | 2010/ 2011                                     | 2019/ 2020                                     | 1991/ 1990              | 2008/ 1972              | 2008/ 1991               | 2010/ 2009              | 2019/ 2010              |
| Anmerkung:                                   |                   |                                                |                                                |                                                |                                                |                                                |                                                | *2                                             |                                                | *3                                             | *4                                             |                                                | *5                                             | *6                                             |                         |                         |                          |                         |                         |
| von/nach München (ohne S-Bahn)               | Mo–Fr Sa So Woche | 46 43 321                                      | 46 42 41 314                                   | 39 35 33 264                                   | 47 40 31 308                                   | 46 41 33 306                                   | 52 45 37 344                                   | 69 61 56 462                                   | 69 58 53 453                                   | 75 66 62 504                                   | 75 73 69 519                                   | 75 74 68 519                                   | 88 77 74 591                                   | 91*7 76 73 606                                 | +33 % +36 % +51 % +34 % | +63 % +76 % +66 % +65 % | +9 % +21 % +21 % +12 %   | +17 % +4 % +9 % +14 %   | +3 % -1 % -1 % +3 %     |
| Abschnitt Freising–Landshut                  | Mo–Fr Sa So Woche | 48 43 333                                      | 56 52 48 381                                   | 55 49 45 370                                   | 63 52 41 410                                   | 65 55 44 426                                   | 72 57 48 467                                   | 93 77 62 604                                   | 93 76 65 603                                   | 93 68 64 598                                   | 88 73 69 583                                   | 87 74 68 578                                   | 115 95 90 760                                  | 159*7 134 132 1063                             | +29 % +35 % +29 % +29 % | +55 % +42 % +42 % +52 % | −6 % -4 % +10 % -4 %     | +32 % +28 % +32 % +31 % | +38 % +41 % +47 % +40 % |
| Züge mit Halt in Moosburg                    | Mo–Fr Sa So Woche | 38 33 263                                      | 44 40 35 296                                   | 42 36 30 277                                   | 47 36 26 298                                   | 49 39 29 314                                   | 55 40 30 346                                   | 54 39 24 333                                   | 55 40 29 344                                   | 74 52 48 469                                   | 68 53 50 443                                   | 66 52 48 430                                   | 81 66 63 534                                   | 137*7 114 112 913                              | −2 % -3 % -20 % -4 %    | +50 % +30 % +37 % +45 % | +22 % +33 % +100 % +29 % | +23 % +27 % +31 % +24 % | +69 % +72 % +78 % +71 % |
| davon N/RB *1 im Abschnitt Freising–Landshut | Mo–Fr Sa So Woche | 24 19 163                                      | 27 24 19 178                                   | 25 22 17 164                                   | 25 17 10 152                                   | 26 19 11 160                                   | 30 19 11 180                                   | 31 19 6 180                                    | 32 21 12 193                                   | 39 18 17 230                                   | 34 18 17 205                                   | 32 17 16 193                                   | 34 19 17 206                                   | 37 18 17 220                                   | +3 % 0 % -45 % 0 %      | +19 % -29 % -16 % +8 %  | +3 % -11 % +167 % +7 %   | +6 % +12 % +6 % +7 %    | +9 % -5 % 0 % +7 %      |

*1: N=Nahverkehrszug, RB=Regionalbahn mit Halt in Marzling, Langenbach, Moosburg, Bruckberg und Gündlkofen
*2: Einführung eines 2-h-Taktes für die IR (früheren D- und Eilzüge) (Oberstdorf-)München-Landshut-Regensburg(-Hof-Dresden/Leipzig) sowie die Eilzuglinien München-Landshut-Regensburg(-Nürnberg-Coburg) und München-Landshut(–Plattling–Passau) 1991
*3: Einführung der RB-Linie München–Landshut(–Plattling) 8–21 Uhr im 2-h-Takt ab dem 2. Juni 1996
*4: Ende des Fernverkehrs (EC, IR- und Schnellzüge) 2002
*5: Einführung Donau-Isar-Express, ALEX-Prag-Express und zusätzliche RB Landshut–Freising
*6: Einführung Flughafenexpress 2018
*7: freitags zwei zusätzliche Züge
Insgesamt verkehrten im Fahrplanjahr 2010/2011 im Abschnitt München–Freising (incl. S1 und Güterzüge) täglich 269 Züge (2007: 241, 2008: 252, 2009: 254) und weiter nach Landshut 173 Züge (2007: 135, 2008 und 2009: 144).
Durch die Einführung des Flughafenexpress stieg die Anzahl der Personenzüge auf dem Abschnitt Freising–Landshut zwischen 2010 und 2019 um rund 40 Prozent. Durch Ausbau des Bahnhofs Wörth (Isar) an der Bahnstrecke Landshut–Plattling, der 2016 abgeschlossen wurde, konnten in Moosburg zusätzliche Halte des Donau-Isar-Express realisiert werden. Dadurch stieg die Anzahl der Personenzüge mit Halt in Moosburg im gleichen Zeitraum um rund 70 Prozent. In Moosburg steigen viele Pendler zu, da hier der Münchner Verkehrs- und Tarifverbund (MVV) beginnt bzw. endet und Fahrscheine ab Moosburg in Richtung München daher verhältnismäßig günstiger sind.

### S-Bahn München
Die S-Bahn-Linie 1 bedient im 20-Minuten-Takt mit Triebwagen der Baureihe 423 die Strecke München Ostbahnhof–Moosach–Feldmoching–Neufahrn (b Freising)–Flughafen München/–Freising. Diese wird in Neufahrn (b Freising) in einen Zugteil nach Freising und einen zum Flughafen getrennt.

### Güterverkehr
Der Güterverkehr ist zu einem Großteil den BMW-Werken in Regensburg, Dingolfing und München zu verdanken. Bei der Bedienung der Werke sind verschiedene Eisenbahn-Verkehrsunternehmen (EVU) beteiligt: die DB-Tochter Railion sowie die Firma TX Logistik mit Subunternehmern (Rent-a-Rail und Private Car Train). Bedient werden die folgenden Strecken:
- München-Milbertshofen – Landshut – Regensburg – Cuxhaven
- München-Milbertshofen – Lohhof – Garching
- Dingolfing – Landshut – Regensburg – Cuxhaven
- Dingolfing – Landshut – Regensburg – Bremerhaven
- Regensburg – Landshut – München-Feldmoching – Kufstein – Brenner – Italien

Bespannt werden die Autozüge der DB mit verschiedenen, in Süddeutschland anzutreffenden Baureihen, meistens sind dies die BR 185, 151, 152 sowie selten noch durch Loks der BR 140. Die Bedienung des Lagers Garching erfolgt mit einer Rangierlok der Baureihe 294. Bei TX-Logistik kommen die Baureihen 182 (Taurus), 185, und 189 zum Einsatz. Dabei sind diese (bis auf die Baureihe 185) von der Siemens-Tochter Dispolok angemietet. Zudem werden Triebfahrzeuge der SBB Cargo der Baureihe 482 angemietet. Früher wurde der Lokbestand durch angemietete Loks der ÖBB-Reihe 1044 ergänzt. Für die kurzen Übergabefahrten zwischen München Nord und Garching kommen Dieselloks der Subunternehmer CC-Logistic und Private Car Train zum Einsatz. Dies sind meistens Lokomotiven der BR 214 und Mak G1206.
Weiterhin wichtig für den Güterverkehr:
- die Anbindung des südostbayerischen Chemiedreiecks. Dies betrifft Containerzüge („Wacker-Shuttle“) und Kesselwagenzüge sowie die Kalktransporte von Saal/Donau zur Degussa nach Trostberg. Die meisten dieser Züge werden dabei in Landshut von Ellok auf Diesellok umgespannt, die Kalktransporte ab Saal werden durchgehend mit Dieselloks gefahren.
- die Kohlezüge aus Rotterdam, dem oberschlesischen Industrierevier um Kattowitz und aus Mähren zu den Kraftwerken in Zolling (bis zu 4 Zugpaare), München-Johanneskirchen (2 Zugpaare) und München-Süd (nur bedarfsweise). Bespannt werden die Züge mit Elektroloks der Baureihen 151 und 155, die Züge nach Zolling/Anglberg werden ab Landshut oder Furth im Wald mit Dieselloks der Baureihe 232/233 gefahren.
- die Rollende Landstraße von Regensburg über München nach Verona.
- die Güterzüge zur Verbindung der großen Rangierbahnhöfe München und Nürnberg, wegen Überlastung der Strecken über Augsburg oder Ingolstadt verkehren zwei Zugpaare planmäßig über Landshut und Regensburg.
- die Kerosinzüge zum Münchner Flughafen der Firma HGK, bespannt meistens mit der Baureihe 185.

### Regionalverkehr seit 2010
Durch die Ausschreibung von Verkehrsleistungen durch die BEG ergaben sich zahlreiche Veränderungen in den vergangenen Jahren.

#### alex (ALX)
Seit 13. Dezember 2009 verkehren die beiden Prager Zugpaare als eine vom Freistaat Bayern zusätzlich bestellte Leistung durch den Einsatz der Baureihe 223 in Tschechien um 15 Minuten beschleunigt und zwischen München und Regensburg in neuer Fahrplanlage (München ab 9:01 und 17:02, an 15:02 und 23:06) mit Zwischenhalt bei einem Zugpaar nur in Landshut.
Um den Frühzug von Nürnberg nach Prag von München aus anzubinden, verkehrte neu ein werktäglicher alex, der München bereits um 4:55 Uhr verließ und Regensburg um 6:20 erreichte. Somit gab es ab dem Fahrplanjahr 2010 sowohl von Nürnberg als von München nach Prag je vier Fahrtmöglichkeiten im 4-Stunden-Takt, dabei je zwei direkt und zwei mit Umsteigen in Schwandorf.
Nach München (an 8:19) ist zusätzlich ein bisher von der DB erbrachter Regionalexpress ebenfalls als alex unterwegs, um die Lok und die Wagen aus dem Regentalbahn-Betriebswerk Schwandorf nach München zu überführen, sowie ein zusätzlicher alex (an 19:58) mit Halt nur in Landshut und Freising, so dass unter dem Namen alex insgesamt 13 Zugpaare (Sonntag: 12) die Strecke befahren.
Eine kurzfristige Inbetriebnahme zum Fahrplanwechsel im Dezember 2008 war entgegen ursprünglichen Planungen der BEG mangels endgültiger Zulassung der Baureihe 223 in Tschechien nicht mehr möglich.
Seit Dezember 2023 verkehren zwei zweistündliche Regional-Express-Linien, die sich zu einem Stundentakt überlagern:
- RE 2: München – Regensburg – Schwandorf – Weiden (Oberpf) – Hof (betrieben von DB Regio)
- RE 25: München – Regensburg – Schwandorf – Furth im Wald – Praha hl. n. (betrieben von alex).

#### Donau-Isar-Express (DIX)
Ebenfalls seit dem 13. Dezember 2009 verkehrt, betrieben durch DB Regio Oberbayern, der Donau-Isar-Express als RE 3. Diese Regional-Express-Linie, die von 5 bis 23 Uhr im Stundentakt (Richtung München in der morgendlichen HVZ alle 40 Minuten) mit 18 Zugpaaren München mit Landshut, Plattling und Passau verbindet und auf der KBS 930 nur in Freising, Moosburg (kurzfristig nur etwa 85 % der Züge, nach erfolgtem Ausbau alle) und Landshut hält. Die ursprünglich geplanten Triebwagen der Baureihe 440 erhielten zunächst keine Zulassung, so dass bis Juni 2010 ein Ersatzkonzept mit angepassten Fahrzeiten und älterem Lok- und Wagenmaterial gefahren wurde. Eingesetzt wurden dafür die seit 30 Jahren auf der Strecke bewährten Loks der Baureihe 111 mit fünf bis sechs n-Wagen. Zur Hauptverkehrszeit verkehrt ein Zug mit sechs Doppelstockwagen (Baujahr 1993) mit je vorne und hinten einer 111. Diese letztgenannte Zuggarnitur wird weiterhin aus Kapazitätsgründen zur Hauptverkehrszeit am Vormittag und Montag bis Donnerstag am Abend sowie am Freitag Nachmittag (seit Juli 2011 auch am Wochenende) eingesetzt, um die durch das verbesserte Angebot gestiegene Nachfrage abdecken zu können. Seit Dezember 2024 verkehren auf dieser Linie Züge des Typs Siemens Desiro HC.

#### Regionalbahn (München–)Freising–Landshut
Ab 13. Dezember 2009 wurde die Regionalbahn München–Plattling vollständig durch den tagsüber und am Wochenende stündlich fahrenden Donau-Isar-Express ersetzt. Es verkehren für die zwischen Freising und Landshut nicht mehr bedienten Haltestellen Marzling, Langenbach, Moosburg a. d. Isar, Bruckberg und Gündlkofen 14 Regionalbahn-Zugpaare, (am Wochenende acht) mit zwei Fahrzeugen der Baureihe 425, sowie mit Fahrzeugen der Baureihe 440 des Donau-Isar-Express und 2010 der Mainfrankenbahn, 2011 mit Lok-Wagen-Zügen mit der Baureihe 111 und drei n-Wagen. Diese bieten entweder in Freising unmittelbaren Anschluss von und zu den ALEX, DIEX und Regional-Express-Zügen von und nach München oder in Landshut Anschluss an Züge, welche nicht in Moosburg halten. Montags bis freitags verkehren dazu einzelne Regionalbahnen nach und von München, meist bestehend aus der Baureihe 111 und fünf n-Wagen, seit dem Fahrplanwechsel im Dezember 2013 mit zwei aneinander gekoppelten Garnituren der Baureihe 425.
Laut direkter Auskunft der BEG sollen diese 0,4 Mio. Zugkilometer nicht vor dem Jahr 2020 neu ausgeschrieben werden. Ob ein täglicher Stundentakt angeboten werden kann, ist aufgrund der hohen Trassengebühren eher unwahrscheinlich. Seit Dezember 2024 verkehrt ein Zug (RB 33) pro Stunde zwischen Landshut und Freising, der werktags teilweise von und nach München durchgebunden wird.

#### Regionalverkehr Regensburg (Agilis, bis 2018)
Zwischen April und Oktober 2007 wurde für den Regionalbahn-Verkehr von Regensburg nach Plattling, Neumarkt (Oberpfalz), Ingolstadt und Landshut ein neuer Betreiber gesucht. Am 30. November 2007 wurde als Gewinner der Ausschreibung die Hamburger Hochbahn bekanntgegeben. Seit Dezember 2010 verkehren auf der Strecke zwischen Regensburg und Eggmühl (alle zwei Stunden weiter bis Neufahrn (Niederbay) und in der Hauptverkehrszeit bis Landshut) dreiteilige Triebwagen der Reihe 440 (Alstom Coradia Continental) des Unternehmens Agilis im Stundentakt. Die Linie Regensburg–Landshut ging 2018 im Flughafen-Express auf (siehe unten).

#### RE München–Regensburg(–Nürnberg) (bis 2023)
Durch die Einführung des DIEX, die Ausweitung des ALEX-Betriebes und eine konsequente Vertaktung wird diese Linie seit Dezember 2009 von täglich acht Zugpaaren von München über Regensburg nach Nürnberg bedient.
Zum Fahrplanwechsel im Dezember 2017 werden die letztlich noch bei der DB verbliebenen Regionalexpressleistungen (1,6 Mio. Zugkm/Jahr) neu ausgeschrieben. Es sollen entweder 160 km/h schnelle Doppelstockzüge mit 6-MW-E-Loks oder elektrische Neigezüge eingesetzt werden.
In der morgendlichen und abendlichen Hauptverkehrszeit verkehren noch zusätzlich 2 RE-Paare zwischen München und Regensburg mit Loks der Baureihe 111 und je 5 Doppelstockwagen (2001: Baujahre 1993 und 1997, 2011 nur mehr Baujahr 1997), die zusammen mit den ALEX-, DIEX-Zügen und einigen verbliebenen Regionalbahnen einen schnellen Regionalverkehr im 20-Minuten-Takt zwischen München und Landshut herstellen.
Ab Dezember 2023 verkehrte die zweistündliche Linie RE 50 nicht mehr zwischen München, Regensburg und Nürnberg, sondern nur noch zwischen Nürnberg und Regensburg. Auf der Bahnstrecke München–Regensburg wurde stattdessen das Angebot der Linien RE 2 und RE 25 von einem Zweistundentakt auf einen angenäherten Stundentakt verdichtet.

#### Flughafen-Express (ÜFEX)
Der Flughafen-Express ÜFEX (RE 22) fährt seit 2018 stündlich zwischen München Flughafen, Freising, Landshut und Regensburg und wird seit 2024 alle zwei Stunden nach Nürnberg durchgebunden. Zwischen Freising und Landshut hält er nur an wichtigen Unterwegsstationen (u. a. Moosburg), zwischen Landshut und Regensburg ersetzt dieser Zug die Regionalbahnen und hält an allen Unterwegshalten. Die Bedienung erfolgt durch DB Regio mit Zügen des Typs Siemens Mireo.

### Fernverkehr
Die Initiative Donau-Moldau-Bahn verfolgt mit Unterstützung der Bayerischen und Tschechischen Staatsregierung das Ziel, dass auf der Strecke mittelfristig wieder Fernverkehr gefahren wird. Dazu sollen nach erfolgtem Aus-/Neubau incl. Elektrifizierung zwischen Regensburg und Pilsen die bisher als ALEX-Prag-Express verkehrenden Züge als Neigetechnik-ICEs in einer Fahrzeit von etwa 4:15 Stunden statt heute sechs Stunden München über Regensburg und Pilsen mit Prag verbinden.

## Ausbaumaßnahmen

### Baumaßnahmen

#### Unterbausanierung
Durch konsequente Sanierung des jahrzehntealten Streckenunterbaues und der Schienen im Abschnitt von München bis Landshut werden mehr Abschnitte, die zwar geradlinig trassiert sind, jedoch nur mit 120 km/h befahren werden können, sukzessive für 160 km/h ertüchtigt.
Dies ist insbesondere für die schnellen ALEX-Züge und den Donau-Isar-Express erforderlich, um die Anschlüsse in Plattling, Neufahrn (Niederbay), Regensburg und Hof zu erreichen.
Seit 1. Februar 2011 sind es zwischen Freising und Landshut 6,9 Kilometer, in der Gegenrichtung 3,2 Kilometer für 160 km/h, zusätzlich noch 5,8 Kilometer, die mit 150 km/h befahren werden können.
Im Juni 2011 wurden zwei weitere Abschnitte von Moosburg a. d. Isar nach Landshut auf einer Länge von 2,0 Kilometer (bislang 140 km/h) und 9,5 Kilometer (bislang 120 km/h) instand gesetzt. Damit wurde möglich, den DIEX-Halt Moosburg a. d. Isar Richtung Landshut vormittags regelmäßiger zu bedienen.

#### Bahnsteigneubauten
Alle verbliebenen Bahnhöfe und Haltepunkte zwischen Regensburg und Landshut haben neue Unterführungen als Bahnsteigzugänge und teilweise neue, bis zu 76 cm hohe Bahnsteige erhalten. Zwischen Freising und Landshut sind die Halte Bruckberg und Gündlkofen über Außenbahnsteige mit Zugang über den noch vorhandenen Bahnübergang erreichbar. Der stark frequentierte Bahnhof Moosburg wurde von August 1998 bis Dezember 1999 mit neuen 76 cm hohen Bahnsteigen, einer Fußgängerunterführung am Südende des neuen 275 m langen Inselbahnsteigs und einer Aufzugsanlage behindertengerecht ausgebaut.
Marzling
Ende Oktober 2007 erhielt Marzling 400 m östlich des ehemaligen Haltepunktes neue Außenbahnsteige mit 210 m Länge und 55 cm Höhe, nachdem 2006 eine Fußgänger- und Radfahrerunterführung als neuer Bahnsteigzugang errichtet wurde. Der alte, in einer Kurve liegende Bahnhof mit seinen nur 10 cm hohen Bahnsteigen, einem Bahnübergang und dem schienengleichen Zugang wurde geschlossen und die alten Bahnsteige bereits am Wochenende nach der Schließung beseitigt.
Langenbach
Als vorläufig letzter Bahnhof ist Langenbach 2010 fertiggestellt worden, die Vorarbeiten dazu hatten am 1. September 2009 begonnen. Der Neubau wurde insbesondere durch die neuen Betriebskonzepte erforderlich, die im Zuge der Ausschreibungen einen erheblichen Mehrverkehr (+33 %) seit Dezember 2009 bedeuten. Die bisherigen, sehr niedrigen Bahnsteige wurden durch neue, nach Osten auf km 50,473 bis km 50,683 verschobene 76 cm hohe und 210 m lange Bahnsteige südlich von Gleis 1 und zwischen Gleis 2 und 3 liegend ersetzt. Dazu wurde im Oktober 2009 das für Güterzüge zum Kraftwerk Zolling genutzte Gleis 3 von km 50,343 bis km 50,735 um einige Meter nach Norden verschoben, um Platz für den Bahnsteig zu schaffen. Die Bahnsteige sind durch eine Fußgängerunterführung bei km 50,465 erschlossen (Baubeginn hierzu am 12. Februar für Gleis 3 und 28. Februar 2009 für die Gleise 1 und 2 durch Einbau von Hilfsbrücken), die eine neue Verbindung zum nördlich gelegenen Ortsteil herstellen soll, welche erst 2011 fertiggestellt wird. Vor dem Umbau hielten mangels personeller Besetzung des Bahnhofs alle Regionalbahnen in Langenbach auf Gleis 1. Dazu wurde regelmäßig bereits ab Moosburg auf dem linken Gleis im sogenannten Gleiswechselbetrieb bis Langenbach gefahren. Der schienengleiche Zugang zu Gleis 2 wurde aus Sicherheitsgründen bereits zuvor abgebaut. Die Weichenverbindung am Ostende des Bahnhofes zwischen Gleis 2 und 3 wurde vom 20. bis zum 23. November 2009 so gedreht, dass die Kohlenzüge von Moosburg direkt nach Gleis 3 einfahren können und nicht mehr Gleis 1 oder 2 blockieren. Gleichzeitig wurde für Gleis 3 ein neues Ausfahrsignal (98N3) aufgestellt, das direkte Zugfahrten auf dem linken Streckengleis bis Moosburg ermöglicht. Die durchgehende Elektrifizierung von Gleis 3 erfolgte vom 7. bis zum 12. Dezember 2009, so dass Gleis 3 für Überholungen und Ausweichfahrten genutzt werden kann. Am 13. September 2010 wurden die beiden neuen Bahnsteige und die Fußgängerunterführung in Betrieb genommen und in der folgenden Woche die alten Bahnsteige abgebaut.

#### Überwerfungsbauwerk Neulustheim
Von März 2007 bis 3. November 2008 wurde zwischen den Streckenkilometern 5,9 und 7,2 das Überwerfungsbauwerk Neulustheim errichtet. Dieses ersetzt die seit 1972 bestehende und den laufenden Betrieb stark behindernde höhengleiche Verzweigung und Gleiskreuzung gleichen Namens. Dazu wurde das nach Landshut laufende Regionalgleis angehoben und über die beiden abgesenkten S-Bahn-Gleise mittels einer Brücke bei km 6,2 geführt. Nachdem aus Kostengründen die viergleisige Parallelführung der Strecken bis zum Bahnhof Moosach (Neubau Gleis 6) aus den Planungen gestrichen wurde, erfolgt bei km 6,6 schließlich wieder die Zusammenführung von S-Bahn und Regionalgleisen, um wie bisher zweigleisig nach Moosach und darüber hinaus zu führen.

#### Neue Verknüpfungen mit dem Münchner U-Bahn-Netz
Während die Münchner U-Bahn-Linie 2 bereits 1996 bis zum Bahnhof Feldmoching verlängert wurde, konnte die Verlängerung der Linie U3 vom Olympia-Einkaufszentrum bis zum Moosacher Bahnhof im Dezember 2010 fertiggestellt werden.

#### Flughafenanbindung aus Richtung Osten
Unklar war lange Zeit, wie eine direkte Verbindung der Strecke Landshut–München mit dem Flughafen (Ostbayernanbindung) hergestellt werden soll. Von ostbayerischen Politikern und Verbänden wurde als direktere und kürzere Verbindung die Marzlinger Spange gefordert, welche östlich des Flughafens von der Strecke München–Landshut abzweigen würde. Hier ergibt sich das Problem, dass der Bau der dritten Flughafenstartbahn dazu führen wird, dass entweder diese Trasse zu großen Teilen in einem Tunnel verlaufen müsste, oder in einer großen Kurve östlich um die Startbahn herumgeführt werden müsste. Dies würde die Strecke um einige Kilometer verlängern und erheblich Mehrkosten verursachen, so dass diese Variante zwischen 355 und 565 Millionen € kostet. Zudem wäre die Stadt Freising vom Regionalverkehr weitgehend abgehängt.
Das von der Staatsregierung beauftragte und am 23. November 2009 vorgestellte Gutachten zur Schienenanbindung des Flughafens empfiehlt daher die Anbindung Nordostbayerns über die Neufahrner Gegenkurve, wird inzwischen Neufahrner Kurve genannt, welche von Westen her in den Flughafen einmündet und ursprünglich 2013 fertiggestellt werden sollte. Dieses mit nur 91 Millionen € vergleichsweise kostengünstige Projekt ermöglicht die direkte Führung von Zügen und S-Bahnen aus Landshut und Freising zum Flughafen München und in Verbindung mit dem Erdinger Ringschluss weiter bis nach Mühldorf und Salzburg. Die Planfeststellung hierfür wurde am 13. November 2012 mit der Zustellung des Planfeststellungsbeschlusses durch das Eisenbahnbundesamt an die betroffenen Gemeinden und die DB Netz AG beendet. Der Baubeginn verzögerte sich bis zum 27. Oktober 2014. Zum Fahrplanwechsel im Dezember 2018 wurde die Strecke in Betrieb genommen und seitdem vom Flughafenexpress genutzt, der den Flughafen mit Regensburg verbindet.

#### Überleitstellen
Im Juli 2021 erfolgte die Inbetriebnahme einer Überleitstelle bei Artlkofen, um die Leistungsfähigkeit der Strecke zwischen Landshut und Neufahrn zu erhöhen.
Im Juni 2022 begannen die Bauarbeiten zu einer weiteren Überleitstelle Bruckbergerau. Die Inbetriebnahme erfolgte im Januar 2024.

### Zukunftspläne

#### Flughafenanbindung
Insbesondere seit der Einstellung der Münchner Transrapid-Planungen ist die KBS 930 für eine verbesserte Flughafen-Express-Anbindung Münchens wieder in der Diskussion. Ab Dezember 2009 sollte bereits ein Flughafen-Express eingeführt werden, der vom Hauptbahnhof mit nur wenigen Zwischenhalten den Flughafen in nur mehr 25–29 Minuten erreicht hätte. Dafür wäre das störungsanfällige und zeitraubende Kuppeln der S1 in Neufahrn (b Freising) wieder aufgegeben worden und somit hätten die Regionalzüge wieder beschleunigt und pünktlicher auf diesem Streckenabschnitt verkehren können. Gescheitert ist diese Maßnahme bislang am Widerstand der Anliegergemeinden München, Ober- und Unterschleißheim, da es dadurch an ihren noch vorhandenen, vom Straßenverkehr massiv belasteten Bahnübergängen zu längeren Wartezeiten gekommen wäre.

#### Deutschlandtakt
Im dritten Gutachterentwurf des Deutschlandtakts ist eine Erhöhung der Streckengeschwindigkeit auf 160 km/h unterstellt, um im Fernverkehr eine Zielfahrzeit zwischen München und Regensburg von 76 Minuten zu erreichen. Dafür sind, zum Preisstand von 2015, Investitionen von 587 Millionen Euro vorgesehen. Ferner sind viergleisige Ausbauten zwischen Neufahrn Nord und Freising (für 338 Millionen Euro) sowie zwischen Regensburg und Obertraubling (für 467 Millionen Euro) geplant.

#### Sonstige Ausbaumaßnahmen
Der ungünstig in einer S-Kurve der St. 2045 gelegene Bahnübergang Bruckberg soll ebenfalls in den nächsten Jahren durch eine neue Straßenbrücke beim Streckenkilometer 68,0 für Gesamtkosten von 4 Millionen € ersetzt werden. Die Vorarbeiten hierfür haben schon im Herbst 2010 begonnen.
Weitere, seit Längerem immer wieder ins Gespräch gebrachte, im Flughafen-Anbindungs-Gutachten als nicht wirtschaftlich verworfene Planungen sind ein drei- bis viergleisiger Ausbau zwischen Neulustheim und Neufahrn (b Freising) zur Entflechtung des Regional- und S-Bahnverkehrs (aus Lärmschutzgründen ggf. entlang der A92 oder in Tunnelbauwerken). Lediglich ein zusätzliches Überholgleis soll zwischen Ober- und Unterschleißheim errichtet werden.
Zwischen Regensburg und Obertraubling soll die Strecke im Rahmen des Bahnausbaus Nordostbayern (Ostkorridor Süd, TEN-Kernnetzkorridors Skandinavien–Mittelmeer) dreigleisig ausgebaut werden. Nach Angaben vom April 2022 soll für den 8 km langen Abschnitt eine Vorplanung erfolgen.
Der Streckenabschnitt zwischen Regensburg und Obertraubling soll vom 10. Dezember 2027 bis 7. Januar 2028 komplett gesperrt werden, anschließend ist bis 28. März 2028 eine eingleisige Sperrung vorgesehen. Laut Angaben der Deutschen Bahn sei die erneute Sperrung unter anderem für den Bau von Überholgleisen notwendig, für die das erforderliche Planrecht nicht rechtzeitig vorliege.